# Парламентские выборы в Бельгии (2007)
Парламентские выборы в Бельгии 2007 года прошли 10 июня. По пропорциональной избирательной системе с учётом языкового разделения страны (см. подробнее в статье о Палате представителей) было избрано 150 депутатов Палаты представителей и 40 сенаторов — 25 от фламандцев, 15 от валлонов.
После выборов в Бельгии начался политический кризис, связанный с невозможностью ведущих партий сформировать правительство страны.

## Результаты выборов
| Палата представителей | Палата представителей                                                    | Палата представителей | Палата представителей | Палата представителей | Сенат               | Сенат | Сенат |
| Партия                | Партия                                                                   | Голосов               | Мест                  | Δ                     | Голосов             | Мест  |       |
| --------------------- | ------------------------------------------------------------------------ | --------------------- | --------------------- | --------------------- | ------------------- | ----- | ----- |
|                       | Христианские демократы и фламандцы — Новый фламандский альянс (коалиция) | 1 234 950 (18,51 %)   | 30                    | ▲ 8                   | 1 287 389 (19,42 %) | 9     |       |
|                       | Реформаторское движение                                                  | 835 073 (12,52 %)     | 23                    | ▼ 1                   | 815 755 (12,31 %)   | 6     |       |
|                       | Фламандский интерес                                                      | 799 844 (11,99 %)     | 17                    | ▼ 1                   | 787 782 (11,89 %)   | 5     |       |
|                       | Открытые фламандские либералы и демократы                                | 789 455 (11,83 %)     | 18                    | ▼ 7                   | 821 980 (12,4 %)    | 5     |       |
|                       | Социалистическая партия (Валлония)                                       | 724 787 (10,86 %)     | 20                    | ▼ 5                   | 678 812 (10,24 %)   | 4     |       |
|                       | Социалистическая партия (Фландрия) — SPIRIT (коалиция)                   | 684 390 (10,26 %)     | 14                    | ▼ 9                   | 665 342 (10,04 %)   | 4     |       |
|                       | Гуманистический демократический центр                                    | 404 077 (6,06 %)      | 10                    | ▲ 2                   | 390 852 (5,9 %)     | 2     |       |
|                       | Эколо                                                                    | 340 378 (5,1 %)       | 8                     | ▲ 4                   | 385 466 (5,82 %)    | 1     |       |
|                       | Список Дедекера                                                          | 268 648 (4,03 %)      | 5                     | Впервые               | 223 992 (3,38 %)    | 1     |       |
|                       | Зелёные!                                                                 | 265 828 (3,98 %)      | 4                     | ▲ 4                   | 241 151 (3,64 %)    | 1     |       |
|                       | Национальный фронт                                                       | 131 385 (1,97 %)      | 0                     | ▬                     | 150 461 (2,27 %)    | 1     |       |